# Heniochus diphreutes
Heniochus diphreutes är en fiskart som beskrevs av Jordan, 1903. Heniochus diphreutes ingår i släktet Heniochus och familjen Chaetodontidae. IUCN kategoriserar arten globalt som livskraftig. Inga underarter finns listade i Catalogue of Life.